# Carphoborus
Carphoborus är ett släkte av skalbaggar som beskrevs av Eichhoff 1864. Carphoborus ingår i familjen vivlar.

## Dottertaxa tillCarphoborus, i alfabetisk ordning[1][2]
- Carphoborus abachidsei
- Carphoborus africanus
- Carphoborus andersoni
- Carphoborus ater
- Carphoborus attritus
- Carphoborus balgensis
- Carphoborus bicornis
- Carphoborus bicristatus
- Carphoborus bifurcus
- Carphoborus blaisdelli
- Carphoborus bonnairei
- Carphoborus borealis
- Carphoborus boswelliae
- Carphoborus brevisetosus
- Carphoborus carri
- Carphoborus cholodkovskyi
- Carphoborus convexifrons
- Carphoborus costatus
- Carphoborus cressatyi
- Carphoborus declivis
- Carphoborus dunni
- Carphoborus engelmanni
- Carphoborus frontalis
- Carphoborus henscheli
- Carphoborus intermedius
- Carphoborus jurinskii
- Carphoborus kushkensis
- Carphoborus latus
- Carphoborus marani
- Carphoborus mexicanus
- Carphoborus minimus
- Carphoborus perplexus
- Carphoborus perrisi
- Carphoborus piceae
- Carphoborus pini
- Carphoborus pinicolens
- Carphoborus ponderosae
- Carphoborus pseudotsugae
- Carphoborus radiatae
- Carphoborus rossicus
- Carphoborus sansoni
- Carphoborus simplex
- Carphoborus swainei
- Carphoborus taireiensis
- Carphoborus teplouchovi
- Carphoborus tuberculatus
- Carphoborus vandykei
- Carphoborus zhobi